# Розинь, Фрицис Адамович
Фриц (Фридрих) Адамович Розинь (Розиньш) (латыш. Fricis Roziņš; 7 [19] марта 1870, волость Пурмсаты, Курляндия, Российская империя (ныне Латвийской Республики) — 7 мая 1919, с. Глужнева (ныне Лузнавская волость Латвии) — латышский революционер, марксист, издатель социал-демократической литературы, журналист, публицист.
Один из основателей Коммунистической партии Латвии и создателей латышской марксистской печати. Председатель правительства Республики Исколата (1917—1918). Комиссар земледелия в правительстве Советской Латвии (1919).

## Биография
С 1891 изучал медицину в Юрьевском университете, в 1894 — за революционную деятельность был исключен. С 1894 печатался в газетах.
В 1896 восстановился в университете на факультете права, но уже летом 1897 был арестован за участие в антиправительственной деятельности. В сентябре того же года освобожден из тюрьмы в Лиепае под домашний арест.
В 1899 эмигрировал в Англию и стал профессиональным революционером (партийный псевдоним «Козерог» (Āzis)). Был организатором и редактором латышских социал-демократических журналов. Один из основателей журнала «Latviešu Strādnieks» («Латышский рабочий», 1899—1900), позже «Sociāldemokrats» («Социал-демократ», 1900—1905), позже журнал «Sociāldemokrāts» (1900—1905), серию книг «Библиотека социал-демократов» (1900—1906).
Участвовал в создании Латышской социал-демократической рабочей партии (1904), был членом ЦК. С ноября 1905 вёл работу в Латвии, руководил партийной печатью.
Делегат 5-го съезда РСДРП (1907). В 1908 арестован, приговорён к каторге; в 1913 сослан в Восточную Сибирь, откуда бежал в США. Был редактором латышской социал-демократической газеты «Рабочий», занимавшей большевистские позиции.
В октябре 1917 вернулся в Латвию.  31 декабря II съезд советов латвийских рабочих, солдат и безземельных крестьянских депутатов избрал новый Совет латвийских рабочих, солдат и безземельных крестьянских депутатов в составе 69 членов, который избрал новый Исполнительный комитет Латвийского Совета (Исколат) под председательством Фридриха Розинья. Таким образом, Розинь стал
председателем Исполкома Совета рабочих, солдатских и безземельных депутатов Латвии (Исколата) — первого советского правительства Латвии.
Член Учредительного собрания от Лифляндии.
С марта 1918 заместитель наркомнаца РСФСР; был членом Президиума ВЦИК. В 1919 комиссар земледелия в правительстве Советской Латвии. Автор работ по вопросам марксистской философии, международного рабочего движения, аграрных отношений в Латвии.
Розинь был одним из самых образованных и интеллигентных латышских большевиков, но при этом с довольно национальными взглядами, за что и подвергался критике товарищей по партии.
Впервые перевёл на латышский язык и издал в 1900 «Манифест коммунистической партии» К. Маркса и Ф. Энгельса.
Умер от пневмонии. Похоронен в Риге на Братском кладбище.